# Десет Божјих заповести
Десет Божјих заповести је скуп закона које је на Синајској гори, према библијском предању, Бог саопштио Израелцима преко њиховог пророка Мојсија, након преласка преко Црвеног мора и изласка из египатског ропства око 1200. п. н. е. Оне су део збирке закона познате под називом Закон (хебр. Тора) или Мојсијев закон. У хришћанству je Toра (Мојсијево петокњижје) део Старог Завета Светог писма (Библије).
Научници се не слажу око тога када је и ко написао Десет заповести, а неки савремени научници сугеришу да су десет заповести вероватно направљене по узору на хетитске и месопотамске законе и уговоре. Према књизи Изласка у Тори, десет заповести је откриo Бог Мојсију на гори Синај и исписао својим прстом на две камене плоче које се чувају у Ковчегу завета.

## Текст
Текст Десет Божјих заповести према преводу Старог завета по Ђури Даничићу (Друга књига Мојсијева -Изласка 20:2—17):
Ја сам Господ Бог твој, који сам те извео из земље Мисирске, из дома ропскога.
Немој имати других богова уза ме.
Не гради себи лика резана нити какве слике од онога што је горе на небу, или доље на земљи, или у води испод земље.
Немој им се клањати нити им служити, јер сам ја Господ Бог твој, Бог ревнитељ, који походим гријехе отачке на синовима до трећега и до четвртога кољена, онијех који мрзе на мене;
А чиним милост на тисућама онијех који ме љубе и чувају заповијести моје.
Не узимај узалуд имена Господа Бога својега; јер неће пред Господом бити прав ко узме име његово узалуд.
Сјећај се дана од одмора да га светкујеш.
Шест дана ради, и свршуј све послове своје.
А седми је дан одмор Господу Богу твојему; тада немој радити ниједнога посла, ни ти, ни син твој, ни кћи твоја, ни слуга твој, ни слушкиња твоја, ни живинче твоје, ни странац који је међу вратима твојим.
Јер је за шест дана створио Господ небо и земљу, море и што је год у њима; а у седми дан почину; зато је благословио Господ дан од одмора и посветио га.
Поштуј оца својега и матер своју, да ти се продуље дани на земљи, коју ти да Господ Бог твој.
Не убиј.
Не чини прељубе.
Не кради.
Не свједочи лажно на ближњега својега.

Не пожели куће ближњега својега, не пожели жене ближњега својега, ни слуге његова, ни слушкиње његове, ни вола његова, ни магарца његова, нити ишта што је ближњега твојега.
Текст Десет Божјих заповести према преводу Старог завета по Ђури Даничићу (Пета књига Мојсијева -Закони поновљени 5:6—21):
Ја сам Господ Бог твој, који сам те извео из земље Мисирске, из дома ропскога.
Немој имати богова других до мене.
Не гради себи лика резанога, нити какве слике од твари које су горе на небу или које су доље на земљи или које су у води испод земље.
Немој им се клањати нити им служити, јер сам ја Господ Бог твој, Бог ревнитељ, који на синовима походим безакоња отаца њиховијех до трећега и до четвртога кољена, онијех који мрзе на ме,
А чиним милост на тисућама онијех који ме љубе и чувају заповијести моје.
Не узимај узалуд имена Господа Бога својега, јер неће пред Господом бити прав ко узме име његово узалуд.
Држи дан од одмора и светкуј га, као што ти је заповједио Господ Бог твој.
Шест дана ради, и свршуј све послове своје.
А седми је дан одмор Господу Богу твојему; немој радити никакога посла ни ти ни син твој ни кћи твоја ни слуга твој ни слушкиња твоја, ни во твој ни магарац твој, нити које живинче твоје, ни дошљак који је код тебе, да би се одморио слуга твој и слушкиња твоја као и ти.
И памти да си био роб у земљи Мисирској, и Господ Бог твој изведе те оданде руком крјепком и мишицом подигнутом. Зато ти је Господ Бог твој заповједио да светкујеш дан од одмора.
Поштуј оца својега и матер своју, као што ти је заповједио Господ Бог твој, да би се продуљили дани твоји и да би ти добро било на земљи, коју ти даје Господ Бог твој.
Не убиј.
Не чини прељубе.
Не кради.
Не свједочи лажно на ближњега својега.

Не пожели жене ближњега својега, не пожели куће ближњега својега, ни њиве његове, ни слуге његова, ни слушкиње његове, ни вола његова, ни магарца његова, нити ишта што је ближњега твојега.
Десет заповести чине темељ јеврејске и хришћанске вере.
Будући да у хебрејском тексту не постоји нумерација ни нека друга јасна подела заповести, до броја од 10 се долази управо из наставка текста Друга књига Мојсијева - Изласка 34:28  "И Мојсије оста ондје код Господа четрдесет дана и четрдесет ноћи, хљеба не једући ни воде пијући; и написа Господ на плоче ријечи завјета, десет ријечи."
Међутим постоји и одређена разноликост међу разним хришћанским заједницама.

### У Православној цркви
Сажети текст заповести, доноси Православна црква:
1. Ја сам Господ твој и немој имати другог Бога осим мене.
2. Не прави себи идола нити каква лика; немој им се клањати, нити им служити.
3. Не узимај узалуд имена Господа Бога свога.
4. Сећај се дана одмора да га светкујеш; шест дана ради и сврши све своје послове, а седми дан је одмор Господу Богу твојему.
5. Поштуј оца свога и матер своју, да ти добро буде и да дуго поживиш на земљи.
6. Не убиј.
7. Не чини прељубе.
8. Не кради.
9. Не сведочи лажно на ближњега свога.
10. Не пожели ништа што је туђе.

Седми дан у хришћанској традицији је недеља. 
Православна црква, дубоко поштује иконе и не сматра их идолопоклонством. већ да су Пресвета Богородица, Анђели и Свети који су насликани на иконама наши посредници, заступници пред Богом, наши молитвеници пред престолом Божјим. Стога се православни хришћани не клањају икони као предмету или идолу, већ се духовно-реално општење добија кроз Свете иконе. Уједно, иконама са ликом Исуса Христа Православна Црква јасно изображава само Господа Христа од Свете Тројице, зато што се само Христос оваплотио и само је Он био уједно људска и божанска личност и као такав могао да се наслика. Бога Оца и Духа Светог, Црква не слика, јер се они нису оваплотили. Зато је то уједно јако важно сведочанство за Православну цркву да се Господ оваплотио.

### У Римокатоличкој цркви
Варијанта која се налази у Католичкој цркви доноси другачији, сажети, текст. 
1. Ја сам Господин, Бог твој, немој имати других богова уз мене!
2. Не узимај имена Господина, Бога свога, узалуд!
3. Сети се да светкујеш дан Господњи!
4. Поштуј оца и мајку да дуго живиш и добро ти буде на земљи!
5. Не убиј!
6. Не сагреши блудно!
7. Не укради!
8. Не реци лажна сведочанства на ближњега свога!
9. Не пожели жене ни мужа ближњега свога!
10. Не пожели никакве ствари ближњега свога!

Ова варијанта потиче из времена Августина Хипонског а који је ово прихватио, на основу Оригена Адамантије,хришћанског филозофа и богослова из II и III века  који је здружио у једну заповест прве две заповести хебрејског текста из Торе, а раставио на две заповести последњу заповест која забрањује жудњу. Католички катихизис учи да се заповест о идолима налазу унутар прве заповести. Оваквих 10 Божјих заповести присутни су унутар Римокатоличке цркве и Лутеранске цркве.
Слично православном тумачењу, поштовање икона сматра се поштовањем особа које су на њој приказане, а не саме иконе.

### У протестантској, еванђеоској и назаренској цркви
Многе хришћанске религије користе исти текст Десет Божјих заповести који користи Православна црква (друга књига Мојсијева - двадесета глава и пета књига Мојсијева - пета глава). Овамо спадају протестанти (англиканци, лутерани, калвинисти, методисти, адвентисти), еванђеоске цркве (баптисти и пентакостална црква) и анабаптисти (назарени и други). Када користе скраћени текст, то је такође исти текст који користи Православна црква: 
1. Ја сам Господ Бог Твој; немој имати других богова осим мене.
2. Не прави себи идола нити каква лика; немој им се клањати нити им служити.
3. Не узимај узалуд имена Господа Бога својега.
4. Сећај се дана одмора да га светкујеш; шест дана ради и сврши све своје послове, а седми дан је одмор Господу Богу твојему.
5. Поштуј оца својега и мајку своју, да ти добро буде и да дуго поживиш на земљи.
6. Не убиј.
7. Не чини прељубе.
8. Не кради.
9. Не сведочи лажно на ближњега својега.
10. Не пожели ништа што је туђе.

Ове верске заједнице потпуно одбацују Свете иконе и поштовање Светаца, јер сматрају да је то директно супростављено другој Божјој заповести о идолима. Хришћанска адвентистичка црква (адвентисти седмог дана) као седми дан који се поштује (4.Божја заповест) узима суботу, јер је седми дан у јеврејској традицији субота (шабат). Остале верске заједнице поштују недељу као седми дан, с обзиром  Свето Писмо наводи недељу као дан када су се апостоли и њихови следбеници окупљали. Недеља је дан Христовог васкрсења.
Међу протестантима и међу еванђеоским хришћанима постоји већи број свештеника и теолога који сматрају да хришћани више нису под Мојсијевим законом, па да самим тиме ни Десет Божјих заповести за њих нису битне. Насупрот томе, други истичу да су сви делови Мојсијевог закона обавезни за хришћане, укључујући ту и прописе Треће књиге Мојсијеве - Левитска.Трећа група верује да је Христос склопио нови савез са својим следбеницима, али да је при томе јасно одредио шта се од старог савеза мења а шта се не мења.

### Код Јеховиних сведока
Јеховини сведоци дуго година нису себе убрајали у хришћане. Данас истичу да су и они хришћани, иако одбацују веру у  Свето Тројство. Јеховини сведоци сматрају да су 10 Божјих заповести из Старог завета корисне јер показују како Бог размишља, али да нису обавезне за хришћане, јер хришћани нису под Мојсијевим законом и чак су и хришћани јеврејског порекла били „ослобођени Закона“ (Римљанима 7:6). На место Мојсијевог закона дошао је „Христов закон“ који обухвата све оно чему је Исус поучио своје следбенике (Галатима 6:2; Матеј 28:19, 20). Проучавањем Библије они изводе истоветне заповести из књига Новог завета.
| број | Заповести Старог Завета по ЈС               | Начело из Новог завета по ЈС                                  |
| ---- | ------------------------------------------- | ------------------------------------------------------------- |
| 1.   | Обожавај једино Бога Јехову (Излазак 20:3). | Обожавај једино Бога Јехову (Откривење 22:8, 9)               |
| 2.   | Не обожавај идоле (Излазак 20:4-6).         | Не обожавај идоле (1. Корићанима 10:14)                       |
| 3.   | Не узимај узалуд Божје име (Излазак 20:7).  | Поштуј Божје име (Матеј 6:9)                                  |
| 4.   | Држи сабат (Излазак 20:8-11).               | Редовно одвајај време за обожавање Бога (Јеврејима 10 :24:25) |
| 5.   | Поштуј родитеље (Излазак 20:12).            | Поштуј родитеље (Ефешанима 6:1,2)                             |
| 6.   | Не убиј (Излазак 20:13).                    | Не убиј (1. Јованова 3.15)                                    |
| 7.   | Не чини прељубу (Излазак 20:13).            | Не чини прељубу (Јеврејима 13:4)                              |
| 8.   | Не кради (Излазак 20:15).                   | Не кради (Ефешанима 4 :28)                                    |
| 9.   | Не сведочи лажно (Излазак 20:16).           | Не сведочи лажно (Ефешанима 4 :25)                            |
| 10.  | Не пожели (Излазак 20:17).                  | Не пожели (Лука 12:15)                                        |

### У исламу
Ислам не узима јеврејску Тору и хришћанску Библију као ауторитет, јер сматра да се временом и превођењем она искварила. Међутим он помиње примање Закона на плочама које су дате Мојсију (пророку Мусау) од Бога, без помињања шта је на плочама писало. 
Ми му на плочама написасмо поуку за све, и објашњење за свашта. 'Прими их својски, а народу своме заповиједи да се придржава онога што је у њима љепше!' А показаћу вам и земљу грјешника.“ (Куран 7сура:145 ајет)  (Куран 7.сура:145. ајет)
Нека савремена тумачења Курана, попут Махмута Шелтута, славног ректора Ал-Алзахaр универзитета у Египту, наводе 10 Божјих заповести као Al-Wasaya al-Ašru (Десет заповести) изводећи их из 3 ајета (151-153) суре Ел-Ен'ам , као и појашњење које се налази у сури Ел-Исра. Сура Ел-Ен'ам(151-153):
151. Ти реци: “Дођите да вам казујем шта вама Господар ваш забрањује: да Му икога равним сматрате! А родитељима доброчинство чините, и д‌јецу своју због сиромаштва не убијајте! Па Ми и вас и њих хранимо! Не приближавајте се ма какву неморалу, био он јавни или скривени! И не убијајте човјека кога је Allah забранио убити, осим кад Закон тражи! Ето то вам Он у дужност ставља, да бисте размислили ви.
152. И иметку сирочета не приближавајте се, осим на начин најљепши, све док оно зрелост не достигне! И праведно на литру и на кантар мјерите, Ми никога не задужујемо изнад могућности његове! И кад говорите – праведно говорите, макар било и против ваше родбине! И завјет према Allahu испуњавајте. Ето, то вам Allah у дужност ставља, да бисте се опоменули.
153. И ево, доиста, Мога Пута Правога, слиједите њега! И не слиједите путеве друге па да вас они онда у раскол ставе спрам Пута Његовога! Ето, то вам Allah у дужност ставља, да бисте се бојали Њега.
Полазећи од тога да је сваки од наведених ајета садржи „ Ето то вам Алах у дужност ставља ...то вам Алах поручује „, Шелтут изводи да се ради од 10 забрана и наредби датих од Бога, те их набраја овим редом:
1. Забрана многобоштва, наредба да се верује (у) једнога Бога.
2. Чинити добро родитељима.
3. Забрана чедоморства.
4. Забрана блуда / зиналука / неморала.
5. Неповредивост живота (забрана убијања).
6. Водити бригу о иметку сирочади.
7. Праведно мерити и не закидати на ваги.
8. Праведно сведочити, па макар то било и против родбине.
9. Испунити завет према Богу
10. Следити Божји пут, прави пут

### У јудаизму
Јудаизам, религија јеврејског народа, наводи  613 заповести (мицвах) које је Бог дао јеврејском народу кроз Тору, укључујући и поменутих 10 који се налазе на плочама у Ковчегу завета.  Јевреји осим изворне Торе (Мојсијевог петокњижја) користе и Мидраш, који представља истраживање и тумачење Торе, као и Талмуд који обухвата и усмени закон који се преносио упоредо са писаним Законом (Тором), те је записиван знатно касније након настанка Торе. Превод на српски језик, 10 Божјих заповести које је Бог записао на плочама завета, по извору из јудаизма би био :
1.Ја сам Адонај (Господ), Бог твој, који те извео из земље египатске, из дома ропства.
2. Немој имати других Богова осим мене. Не прави себи никаква изрезбарена лика (идола) нити икаквог насликаног предмета обожавања, било чега што је горе на небу, или што је доле на земљи, или што је у води испод земље. Немој им се клањати нити им служити, јер ја, Господ, Бог твој, Бог сам љубоморни, који кажњава безакоње отаца на деци до трећег и четвртог колена.
3. Не узимај имена Господа, Бога свога, узалуд; јер Господ неће оставити без казне онога који узалуд узима име Његово.
4. Сећај се Шабата да га светкујеш. Шест дана ради и сврши све послове своје; а седми дан је Шабат Господу Богу твоме; на њега не ради никакав посао, ни ти, ни син твој, ни кћи твоја, ни слуга твој, ни слушкиња твоја, ни стока твоја, ни странац твој који је у твојим вратима; јер је за шест дана створио Господ небо и земљу, море и све што је у њима, а седмог дана починуо је. Зато је Господ благословио дан Шабат и осветио га.
5. Поштуј оца свога и мајку своју, да ти се дуго проживе дани на земљи које ти даје Господ Бог.
6. Не убиј.
7. Не чини прељубе.
8. Не кради
9. Не сведочи лажно против свог ближњег.
10. Не пожели кућу ближњега свога, ни жену његову, ни слугу његовог, ни слушкињу његову, ни вола његовог, ни магарца његовог, нити ишта што је ближњег твог.